# Dzjvaripas
De Dzjvaripas (Georgisch ჯვრის უღელტეხილი, Dzjvris oegheltechili; Russisch Крестовый перевал, Krestovy pereval, vertaald als Kruispas) is een bergpas met een hoogte van 2379 meter over de hoofdkam van de Grote Kaukasus. Het is het hoogste punt in de Georgische Militaire Weg, de belangrijkste weg van Georgië naar Rusland door het gebergte. De pas vormt de verbinding tussen de aan de noordzijde gelegen vallei van de rivier de Terek en de aan de zuidkant gesitueerde vallei van de Aragvi. Aan de westkant ligt het vulkanische Keliplateau. De grens met Rusland bevindt zich 40 kilometer ten noorden van de pas.
Het is een al eeuwenlang bekende doorgang. Volgens de traditie is er in de 12de eeuw een kruis geplaatst in opdracht van David IV van Georgië, bekend als David de Bouwer. In 1824 liet de Russische generaal Aleksej Jermolov een nieuw roodstenen kruis bouwen op de Dzjvaripas ter vervanging van het oude, verwoeste exemplaar. Zowel in het Georgisch als het Russisch betekent de naam Kruispas.
In 1837 werd een poging gedaan om de pas te omzeilen en de weg door het Goedamakarigebergte via de Kvenatpas en de Goedoesjaoerkloof te leiden, maar tien jaar later werd na onderzoek besloten te blijven bij de oorspronkelijke route.
De Dzjvaripas ligt in de Georgische S3, de enige directe landverbinding naar Rusland. In 2021 werd begonnen met de bouw van een negen kilometer lange tunnel aangelegd om de Dzjvaripas te omzeilen.

## Foto's

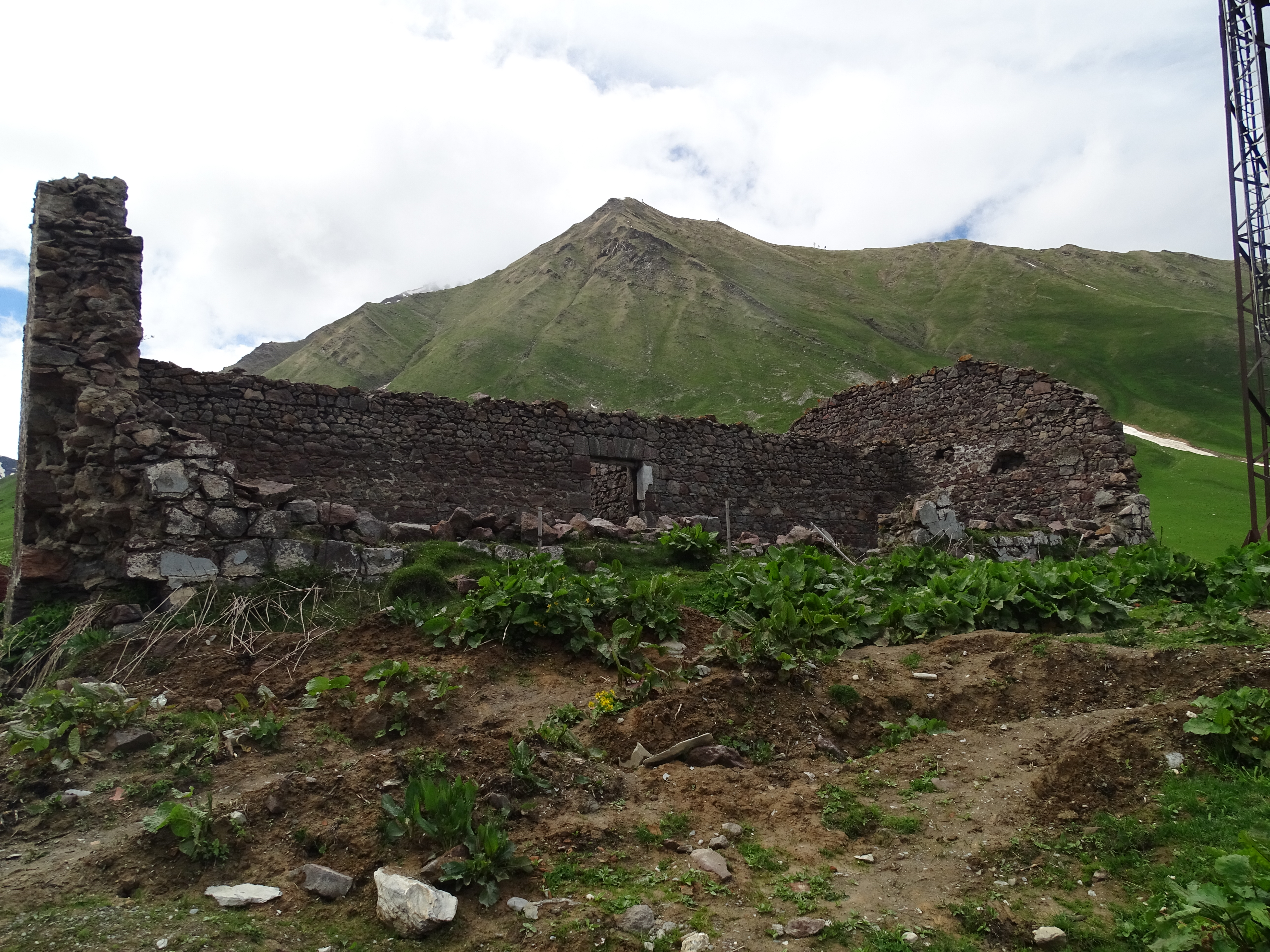
Ruïne nabij de pashoogte
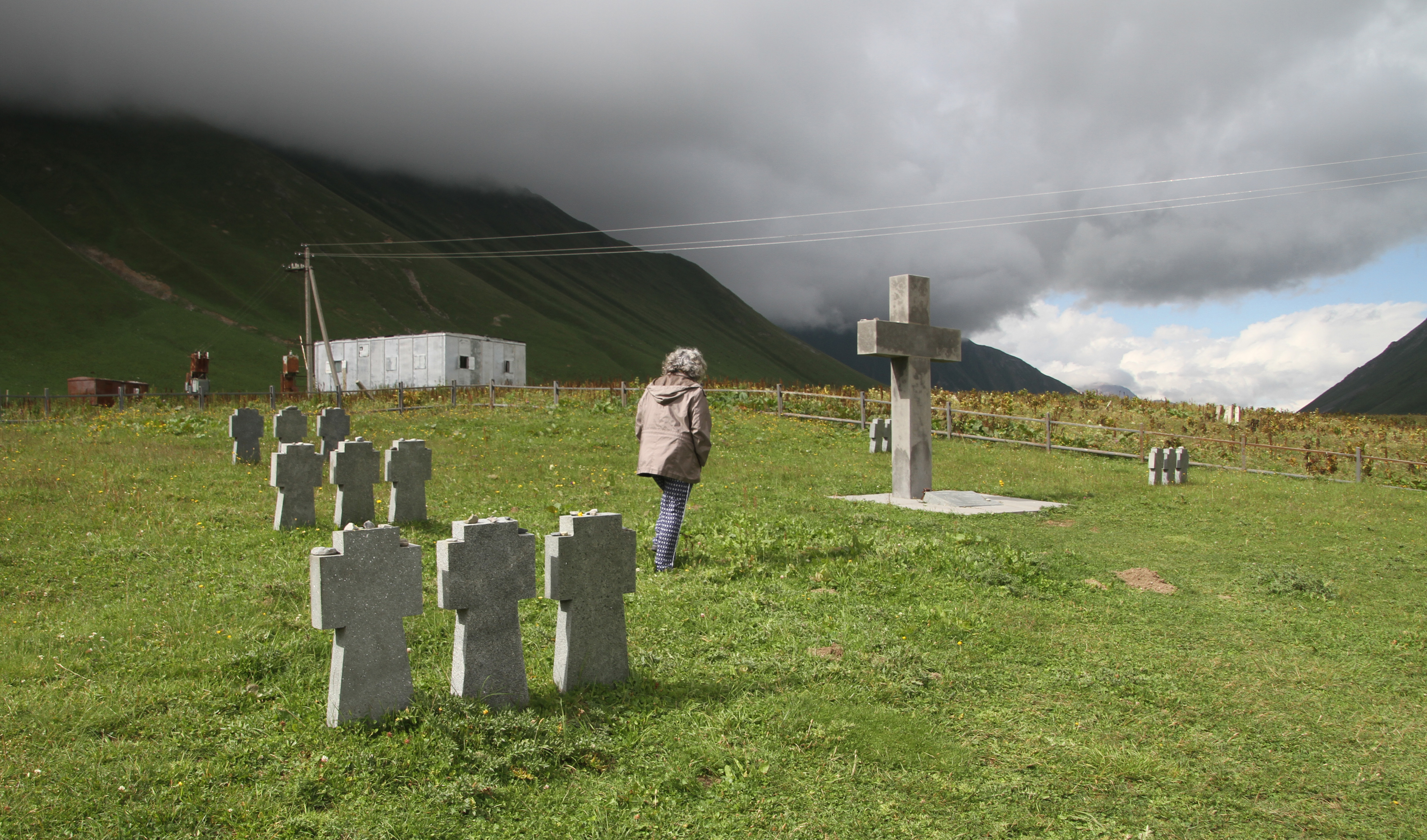
Kerkhof en gedenkkruis
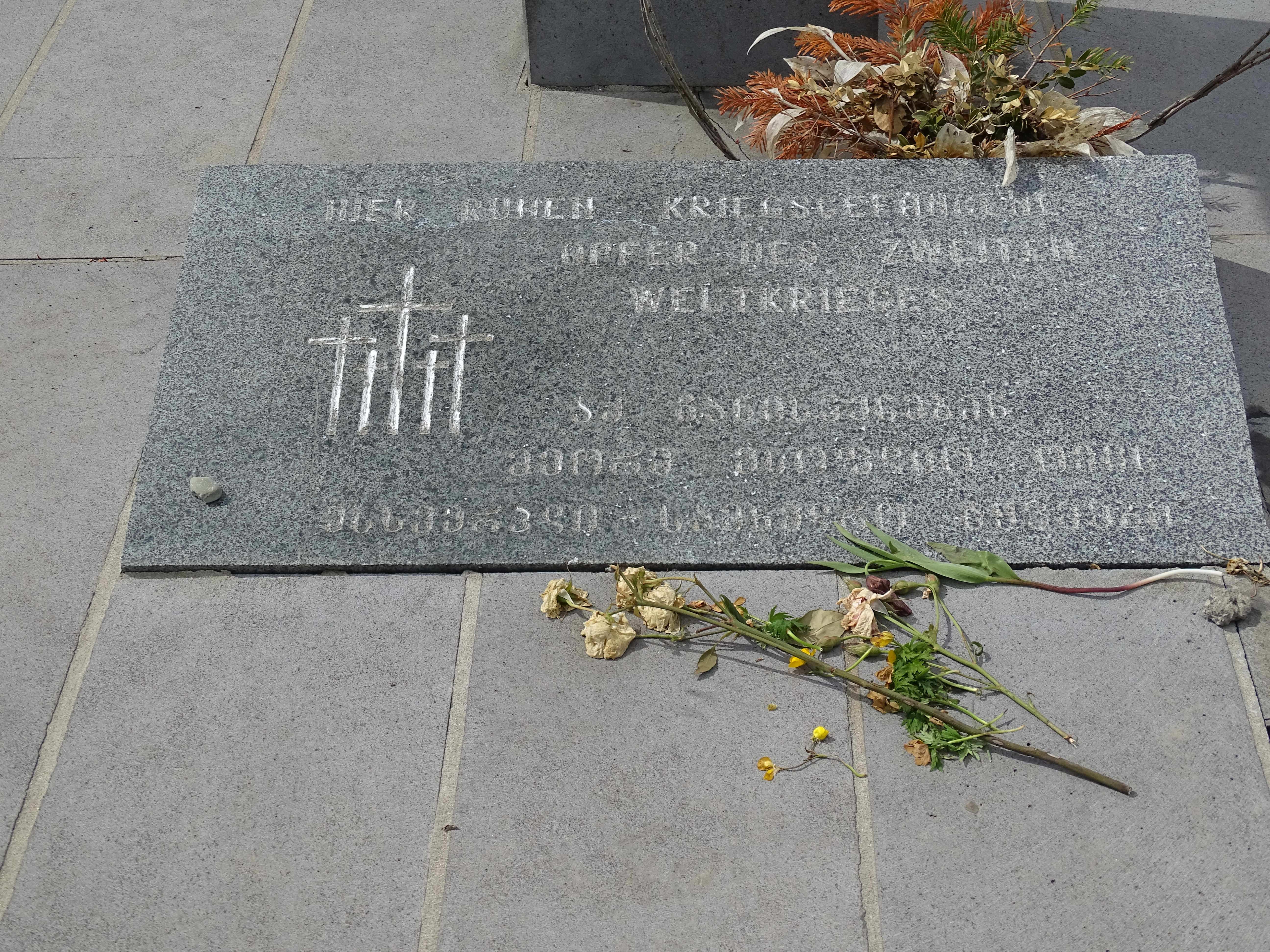
Plaquette ter gedachtenis aan omgekomen Duitse krijgsgevangenen
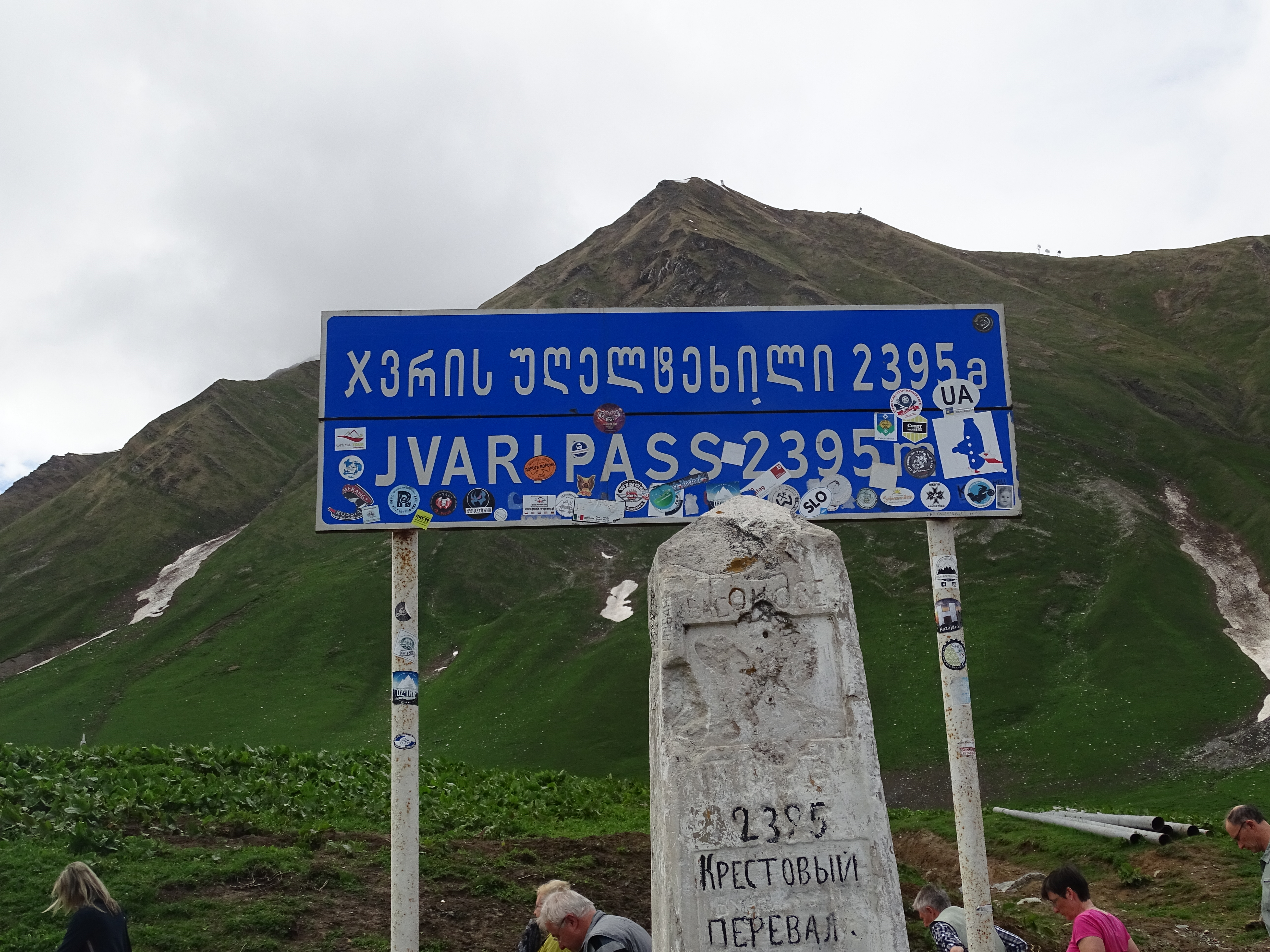
Ter plaatse wordt 2395 meter aangegeven
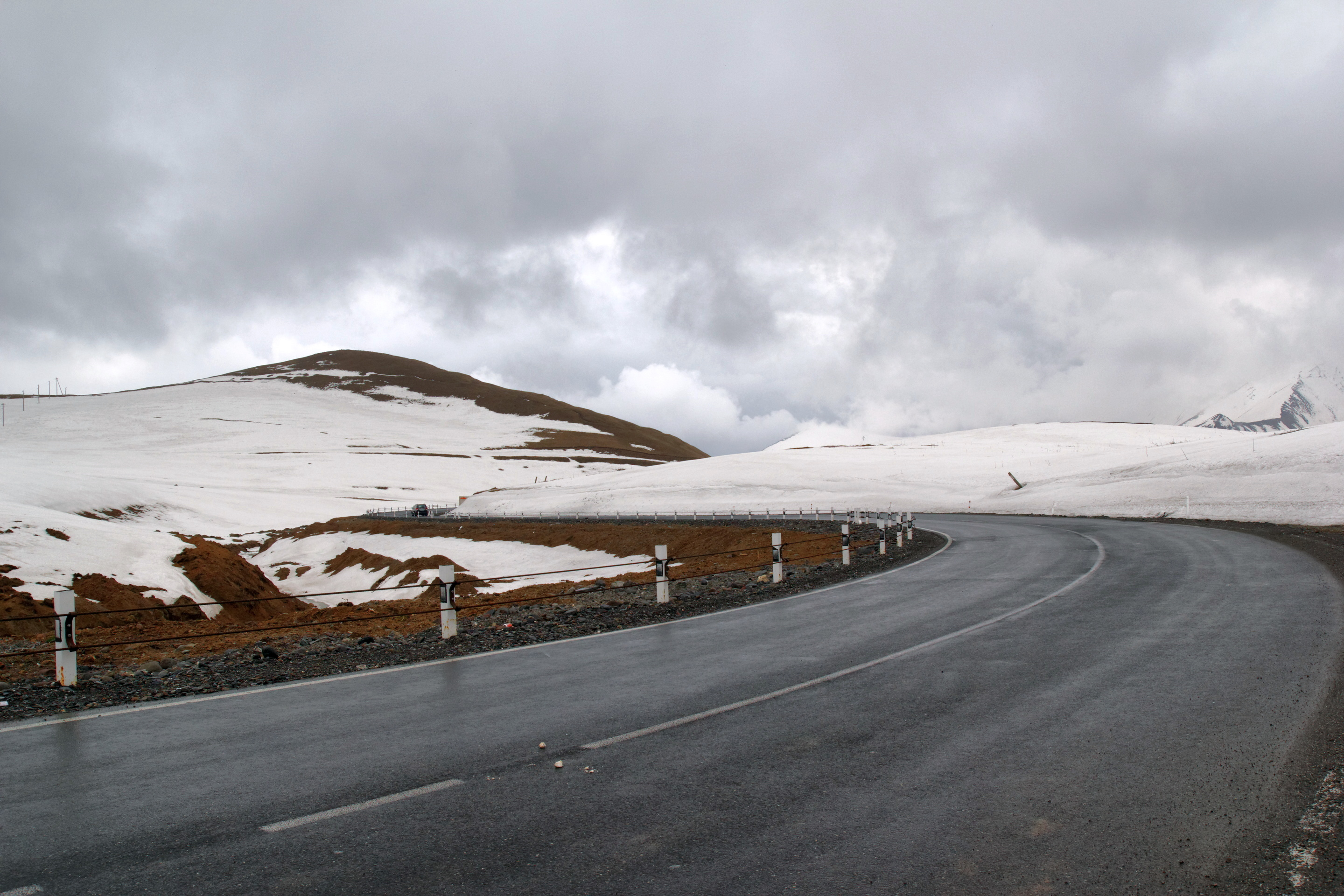